# Isidor Palm
Carl Isidor Werner Palm, född 17 augusti 1856 i Hörby socken, Malmöhus län, död 13 december 1910 i Kristianstad, var en svensk väg- och vattenbyggnadsingenjör.
Palm blev elev vid Teknologiska institutet i Stockholm 1876 och avlade avgångsexamen där 1880. Han var anställd vid sjösänkningsarbeten och vid enskilda järnvägsanläggningar i Skåne 1880–1890 samt stadsingenjör och stadsarkitekt i Kristianstads stad från 1890.